# Tamaqua
Tamaqua és un municipi de l'est del comtat de Schuylkill (Pennsilvània, Estats Units d'Amèrica). Està ubicat Coal Region (Regió de Carbó) de Pennsilvània.
El nom de Tamaqua significa "Terra dels castors" en un idioma natiu americà.

## Geografia
Segons l'Oficina del Cens dels Estats Units, el municipi té una superfície total de 10,0 milles quadrades (25,8 km²), de les quals, 9,8 milles quadrades (25,5 km²) són de terra i 0,1 milles quadrades (0,3 km²) (1,31%), són d'aigua.
Tamaqua està situada a la Coal Region (Regió de Carbó) de Pennsilvània a les muntanyes Apalatxes. La mineria del carbó en aquesta regió fou una activitat econòmica extremadament vital al llarg del segle xx, però des d'aleshores ha experimentat una disminució. La ciutat també va obtenir el reconeixement com a centre d'una via fèrria. A més, es diu que el 1885 Edison Electric Illuminating Co. va instal·lar el tercer sistema d'il·luminació incandescent municipal de tot el país, una proesa realitzada gràcies a la participació de Thomas Edison.
Per Tamaqua hi passen tres rierols. El riu Schuylkill travessa la ciutat des del nord. El Panther Creek, que flueix al sud-oest, al peu de la muntanya, s'uneix al Schuylkill a Tamaqua, i el Wabash Creek que desemboca al Schuylkill des de l'oest.
Tamaqua se situa a 19 km al sud de Hazleton, 8 km al sud-est de Lansford i aproximadament a 56 km al nord-oest d'Allentown.
L'altura mitjana de la població és de 270 m sobre el nivell del mar, però l'eltura pot arribar a superar els 300 metres.

### Porta d'entrada alsPoconos
Tamaqua també es considera la porta d'entrada als Poconos, una regió muntanyosa de l'extrem nord-est de Pennsilvània que té més de 300.000 habitants i s'ha convertit en un important atractiu turístic, sobretot d'esports de muntanya. Per aquesta raó, hi ha dues carreteres que passen pel centre de Tamaqua i milloren la comunicació beneficiant al poble.

## Demografia
Segons el cens del 2000, hi havia 7.174 persones, 3.179 llars i 1.901 famílies que residien al municipi. La densitat de població era de 729,9 persones per milla quadrada (281.8/km²). Hi havia 3.602 habitatges en una densitat mitjana de 141.5/km². La composició racial del municipi va ser d'un 98,69% de blancs, un 0,18% d'afroamericans, un 0,08% de natius americans, un 0,22% d'asiàtics, un 0,25% d'altres races i 0,57% a partir de dues o més races. Els hispans de qualsevol raça eren l'1,30% de la població.
D'entre les 3.179 llars, a un 24,8% hi vivien fills menors de 18 anys, un 43,9% eren matrimonis que vivien junts, a un 11,9% hi havia una dona de família sense marit present, i un 40,2% no eren famílies. 35,9% de totes les famílies es componien de persones i el 19,9% hi havia algú que viuen soles que va ser de 65 anys o més. De mitjana hi vivien 2,25 persones per llar, i contant només les famílies la mitjana era de 2,93 membres per llar.
La distribució generacional de la població era la següent: el 21,8% eren menors de 18 anys, el 6,9% de 18 a 24 anys, el 28,4% de 25 a 44, el 21,7% de 45 a 64, i el 21,2% restant tenien a partir de 65 anys. més. La mitjana d'edat era de 40 anys. Per cada 100 dones existien 92,0 homes. Per cada 100 dones majors de 18 anys, hi havia 87,2 homes.
La mitjana dels ingressos d'una llar al municipi va ser de 27.899 dòlars, i la renda mitjana per a una família era de 36.406 dòlars. Els homes tenien un ingrés mitjà de $ 29,970 versus $ 20,637 per a les dones. La renda per capita al municipi era de $ 15.752. Un 11,1% de les famílies i el 14,9% de la població estaven per sota del llindar de pobresa, incloent-hi el 24,1% dels menors de 18 anys i l'11,3% de persones de 65 anys o més.

## Història
Tamaqua va ser fundada el 1799 per l'immigrant alemany Burkhardt Moser. Originalment va ser anomenada Tuscarora, però es va escollir el nom de Tamaqua quan es van adonar que ja existia una comunitat anomenada Tuscarora unes quatre milles (6 km) a l'oest.
El descobriment d'antracita a la regió a principis dels anys 1800 va portar a la població un fort ascens en la producció de carbó. La població es va incorporar com un municipi el 1832. Immigrants alemanys, irlandesos, gal·lesos van arribar a la ciutat a les dècades del 1840 i el 1850; i a la dècada del 1890 i principis del 190 hi hagué una gran afluència d'italians, lituans i polonesos.
L'Estació de ferrocarril de Tamaqua va ser construïda el 1874 i és probablement la major atracció del municipi. S'ha mantingut en peu malgrat que la baixa activitat de mitjans dels anys 80 i fins als anys 90 va fer que el servei de passatgers del ferrocarril es suspengués. Inicialment se'n preveia l'enderroc, però un grup sense ànim de lucre anomenat Save Our Staion (SOS) (Salvem la Nostra Estació, amb l'acrònim SOS) finalment va aconseguir reunir prou diners per restaurar-la, amb un cost d'1,5 milions de dòlars. L'estació va tornar a obrir l'agost de 2004, i ara és la llar d'un servei complet de restaurant i una botiga de regals.
Tamaqua segueix sent una comunitat pròspera després de tot l'apogeu de la producció de carbó als Estats Units al pas del Plantilla:Segles XIX al segle xix. Va patir el declivi des de la dècada de 1950, juntament amb moltes altres comunitats productores d'antracita, a causa de l'ocàs progressiu de les mines de carbó. L'huracà Diane (1955) causà enormes destrosses i mai es referen totalment, però Tamaqua va seguir desenvolupant-se i el servei de telèfon va arribar-hi el 1961.
Des del 1965 Tamaqua ha tingut la seva pròpia emissora de ràdio en FM, ara WMGH Magic 105.5. Els estudis estan a Nesquehoning i són co-propietat deb WLSH AM 1410.
A final de 1940, John E. Morgan establí una indústria de fabricació de peces de punt de mitj a Tamaqua. L'empresa, Morgan Knitting Mills, Inc, es va convertir en una de les fonts de llocs de treball més importants de la zona, juntament amb l'empresa Atlas Powder Company. A mitjan anys 1950, Morgan treballava en un disseny desenvolupat per la seva muller (Anna Morgan Hoban) i patentà la línia de productes àmpliament coneguda Thermal Underwear. És tristament irònic que, després de la mort d'Anna Morgan el 1970, el seu marit oblidés la seva contribució per la ciutat i per a la indústria de la confecció. Morgan ràpidament es va tornar a casar. Des de la mort de Morgan el 2000, el Morgan Trust ha donat diners a causes filantròpiques de la vila.

### Precedent jurídic
El govern del municipi va aprovar una llei sense precedents, donant drets legals als ecosistemes. L'ordenança estableix que el govern municipal o bé qualsevol resident Tamaqua pot presentar una demanda en nom dels ecosistemes locals. Altres municipis, com Rush, van seguir l'exemple i han aprovat les seves pròpies lleis.

## Educació
Els estudiants de Tamaqua assisteixen a les escoles del Districte Escolar de l'Àrea de Tamaqua. Hi ha cinc escoles del districte:
- Tamaqua Area High School (Escola d'educació superior de l'Àrea de Tamaqua).
- Tamaqua Area Middle School (Escola d'educació intermèdia de l'Àrea de Tamaqua (dels 9 als 13 anys)).
- Tamaqua Area Elementary School (Escola d'educació bàsica de l'Àrea de Tamaqua).
- Rush Elementary School (Escola d'educació bàsica Rush).
- West Penn Elementary School (Escola d'educació bàsica West Penn).

També hi ha la Marian Catholic High School, que es troba als afores de Tamaqua dins la petita comunitat de Barnesville. Els equips de futbol americà d'algunes d'aquestes escoles són rivals típics des de fa molt temps.
Tamaqua alberga el Centre Morgan de la Lehigh Carbon Community College (LCCC), una universitat amb seu a Schnecksville.